# Levantamento de peso nos Jogos Paralímpicos de Verão de 2020
As competições de levantamento de peso nos Jogos Paralímpicos de Verão de 2016 foram disputadas entre 26 e 30 de agosto de 2021 no Tokyo International Forum, em Tóquio, Japão. Foram disputados 20 eventos, sendo dez categorias masculinas e dez femininas. Os atletas que disputarão o levantamento de peso possuem algum tipo de deficiência nas pernas ou quadril, como paraplegia.

## Eventos
Aconteceram vinte eventos de levantamento de peso, sendo dez categorias para homens e dez para mulheres.
| Masculino | Masculino | Feminino | Feminino |
| --------- | --------- | -------- | -------- |
| 49 kg     | 80 kg     | 41 kg    | 67 kg    |
| 54 kg     | 88 kg     | 45 kg    | 73 kg    |
| 59 kg     | 97 kg     | 50 kg    | 79 kg    |
| 65 kg     | 107 kg    | 55 kg    | 86 kg    |
| 72 kg     | +107 kg   | 61 kg    | +86 kg   |

## Medalhistas

### Evento masculino
| Evento                    | Ouro                                  | Prata                       | Bronze                            |
| ------------------------- | ------------------------------------- | --------------------------- | --------------------------------- |
| 49 kg (Detalhes)          | Omar Qarada JOR Jordânia              | Lê Văn Công VIE Vietnã      | Parvin Mammadov AZE Azerbaijão    |
| 54 kg (Detalhes)          | David Degtyarev KAZ Cazaquistão       | Axel Bourlon FRA França     | Dimitrios Bakochristos GRE Grécia |
| 59 kg (Detalhes)          | Qi Yongkai CHN China                  | Sherif Othman EGY Egito     | Herbert Aceituno ESA El Salvador  |
| 65 kg (Detalhes)          | Liu Lei CHN China                     | Amir Jafari IRI Irã         | Hocine Bettir ALG Argélia         |
| 72 kg (Detalhes)          | Bonnie Bunyau Gustin MAS Malásia      | Mahmoud Attia EGY Egito     | Micky Yule GBR Grã-Bretanha       |
| 80 kg (Detalhes)          | Rouhollah Rostami IRI Irã             | Gu Xiaofei CHN China        | Mohamed Elelfat EGY Egito         |
| 88 kg (Detalhes)          | Abdelkareem Khattab JOR Jordânia      | Ye Jixiong CHN China        | Hany Abdelhady EGY Egito          |
| 97 kg (Detalhes)          | Yan Panpan CHN China                  | Hamed Solhipour IRI Irã     | Fabio Torres COL Colômbia         |
| 107 kg (Detalhes)         | Enkhbayaryn Sodnompiljee MGL Mongólia | Jong Yee Khie MAS Malásia   | Saman Razi IRI Irã                |
| Mais de 107 kg (Detalhes) | Jamil Elshebli JOR Jordânia           | Mansour Pourmirzaei IRI Irã | Faris al-Ageeli IRQ Iraque        |

### Evento feminino
| Evento                   | Ouro                               | Prata                            | Bronze                                 |
| ------------------------ | ---------------------------------- | -------------------------------- | -------------------------------------- |
| 41 kg (Detalhes)         | Guo Lingling CHN China             | Ni Nengah Widiasih INA Indonésia | Clara Fuentes Monasterio VEN Venezuela |
| 45 kg (Detalhes)         | Latifat Tijani NGR Nigéria         | Cui Zhe CHN China                | Justyna Kozdryk POL Polônia            |
| 50 kg (Detalhes)         | Hu Dandan CHN China                | Rehab Ahmed EGY Egito            | Olivia Broome GBR Grã-Bretanha         |
| 55 kg (Detalhes)         | Mariana Shevchuk UKR Ucrânia       | Xiao Cuijuan CHN China           | Besra Duman TUR Turquia                |
| 61 kg (Detalhes)         | Amalia Pérez MEX México            | Ruza Kuzieva UZB Uzbequistão     | Lucy Ejike NGR Nigéria                 |
| 67 kg (Detalhes)         | Tan Yujiao CHN China               | Fatma Omar EGY Egito             | Olaitan Ibrahim NGR Nigéria            |
| 73 kg (Detalhes)         | Mariana D'Andrea BRA Brasil        | Xu Lili CHN China                | Souhad Ghazouani FRA França            |
| 79 kg (Detalhes)         | Bose Omolayo NGR Nigéria           | Nataliia Oliinyk UKR Ucrânia     | Vera Muratova RPC                      |
| 86 kg (Detalhes)         | Folashade Oluwafemiayo NGR Nigéria | Zheng Feifei CHN China           | Louise Sugden GBR Grã-Bretanha         |
| Mais de 86 kg (Detalhes) | Deng Xuemei CHN China              | Loveline Obiji NGR Nigéria       | Marzena Zięba POL Polônia              |